# Klimatmigration
Klimatmigration syftar på mänsklig migration till följd av plötsliga eller gradvisa katastrofer kopplade till klimatförändringar. Såsom ovanligt kraftiga regn, långvarig torka, ökenspridning, miljöförstöring, stigande havsnivåer och cykloner. Gradvisa förändringar påverkar ofta fler människor än plötsliga katastrofer. De flesta klimatmigranter flyttar inom sitt eget land, men vissa korsar också nationsgränser.

## Statistik och rättsliga ramar
Klimatförändringar driver migration i stor, global skala. Enligt UNHCR tvingas i genomsnitt 20 miljoner människor varje år flytta inom sina länder på grund av väderrelaterade händelser. Marginaliserade grupper drabbas oproportionerligt hårt, eftersom de ofta redan lever under utsatta förhållanden i klimatkänsliga områden.
Det finns få internationella, regionala och nationella rättsliga ramar som erbjuder tillräckligt skydd för klimatmigranter. Även om dessa människor finns över hela världen, har det internationella samfundet varit långsamt med att erkänna dem. Därför har klimatmigration kallats en "tyst kris", eftersom den är utbredd men ändå osynliggjord.
Prognoserna varierar, men pekar alla på en oroande utveckling – vissa uppskattar att år 2050 kommer ca 200 miljoner människor vara på flykt på grund av den globala uppvärmningen. Andra bedömningar, som även inkluderar konflikter och social oro, uppskattar upp till 1 miljard migranter vid samma tidpunkt.

## Se också
- Följder av den globala uppvärmningen
- Havsnivåhöjning
- International Organization for Migration
- Internflykting
- Klimatförändringarnas effekter på människors hälsa
- Klimatpolitik

## Läs mer
- Gaia Vince (2022). Nomad Century. Allen Lane. ISBN 978-0241522318
- Wennersten, John R.; Robbins, Denise (2017). Rising Tides: Climate Refugees in the Twenty-First Century. Indiana University Press. ISBN 978-0-253-02593-7